# スケルツォとマーチ
スケルツォとマーチ（Scherzo und Marsch）は、フランツ・リストが1851年に作曲したピアノ曲。1854年に出版された。サール番号はS.177。「スケルツォと行進曲」と表記されることもある。

## 概要
ドイツのポーゼン（現ポーランドのポズナン）出身のピアニスト・作曲家テオドール・クラクに献呈された。しかし、クラク自身やカール・タウジヒにはこの曲は弾くことができず、当時演奏できたピアニストはハンス・フォン・ビューロー一人だけだったという。
曲の名前の通り、大きく6/8拍子と2/4拍子が混在するニ短調のスケルツォ部 (Allegro vivace, spiritoso) と4/4拍子の変ロ長調のマーチ部 (Allegro moderato, marciale) に分かれる。その後、スケルツォの主題が回想された後に圧倒的なコーダに到達し、ニ長調で締めくくられる。
当初、この曲は "Wild Jagd"（荒々しい狩）という題名が付けられていたが、この題名は『超絶技巧練習曲』の第8曲に用いたため、こちらは『スケルツォとマーチ』とされた。
正確な形式はソナタ形式に似ており、作曲者、リストの有名な大作、「ピアノソナタ ロ短調」のように多楽章を統一し、かつ全体をソナタ形式とも見えるような様式にも近く、ロ短調ソナタの完成までの研究段階の一部と思われる。そのためロ短調ソナタ完成に至るプロセスを知る上で重要な手がかりになる。
この曲を演奏するには非常に困難な技術を要するため、長いことこの曲の存在が忘れ去られていたが、近年になってこの曲の注目度が次第に高まり、録音数も増えている。

## 演奏
演奏が難しいこの曲の音源は、たいてい賛否に分かれがちだが、よく知られているのはニコライ・デミジェンコによる演奏である。彼の演奏は非常に技術的な完成度が高く、かつ音楽的な表現も充実していることから、この曲の最もスタンダードな盤として知られる。ただしスタンダードといってもマーチの冒頭がテンポをかなり遅めにする個性的な解釈なため、この部分を中心に賛否が分かれている。
巨匠、ウラディミール・ホロヴィッツはこの曲を編曲して録音に挑戦したが、技術的な難しさを乗り切れなかったため、さほど評判はよくない。

## 関連曲目
- ピアノソナタ ロ短調
- 大演奏会用独奏曲
- ダンテを読んで